# Ngọc trai hang động

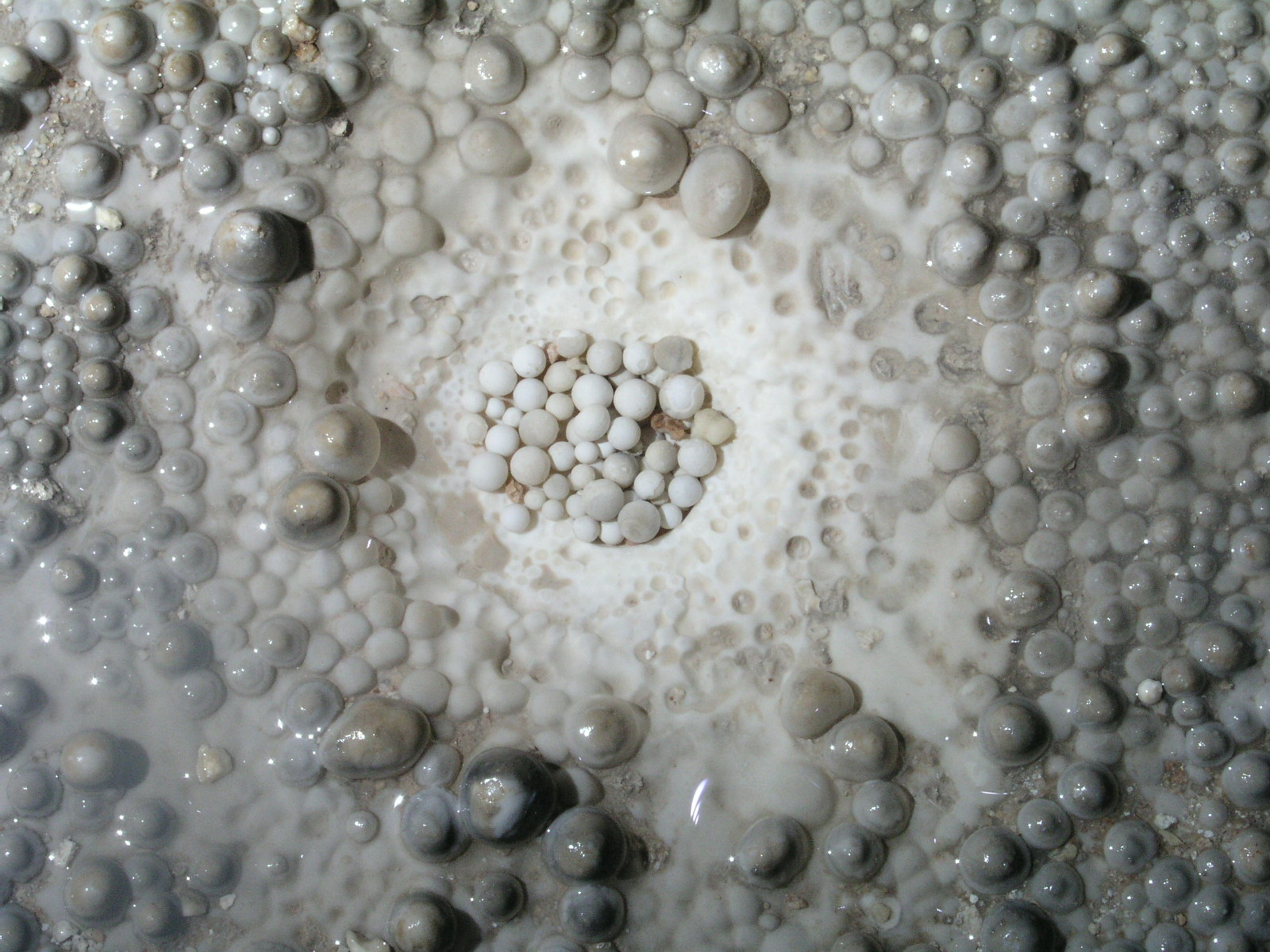
Một ổ ngọc trai hang động vườn quốc gia Carlsbad Caverns, New Mexico

Ngọc trai hang động là một viên speleothem nhỏ được tìm thấy trong các hang đá vôi. Các viên ngọc trai hang động được hình thành bởi các muối calci  tạo thành các lớp đồng tâm xung quanh.